# Чемпіонат НДР з хокею 1987—1988
Чемпіонат НДР з хокею 1988 — чемпіонат НДР, чемпіоном став клуб СК «Динамо» (Берлін) 15-й титул.

## Таблиця
| М  | Команда               | 1С | 2С |
| -- | --------------------- | -- | -- |
| 1. | СК «Динамо» (Берлін)  | 3  | 3  |
| 2. | «Динамо» (Вайсвассер) | 1  | 1  |

Скорочення: М = підсумкове місце, 1С = 1 серія, 2С = 2 серія

### 1 серія
- «Динамо» (Вайсвассер) — СК «Динамо» (Берлін) 3:1
- СК «Динамо» (Берлін) — «Динамо» (Вайсвассер) 7:6 ОТ
- «Динамо» (Вайсвассер) — СК «Динамо» (Берлін) 3:5
- СК «Динамо» (Берлін) — «Динамо» (Вайсвассер) 6:3

### 2 серія
- СК «Динамо» (Берлін) — «Динамо» (Вайсвассер) 1:5
- «Динамо» (Вайсвассер) — СК «Динамо» (Берлін) 4:6
- СК «Динамо» (Берлін) — «Динамо» (Вайсвассер) 5:3
- «Динамо» (Вайсвассер) — СК «Динамо» (Берлін) 5:6 ОТ